# سابايوني

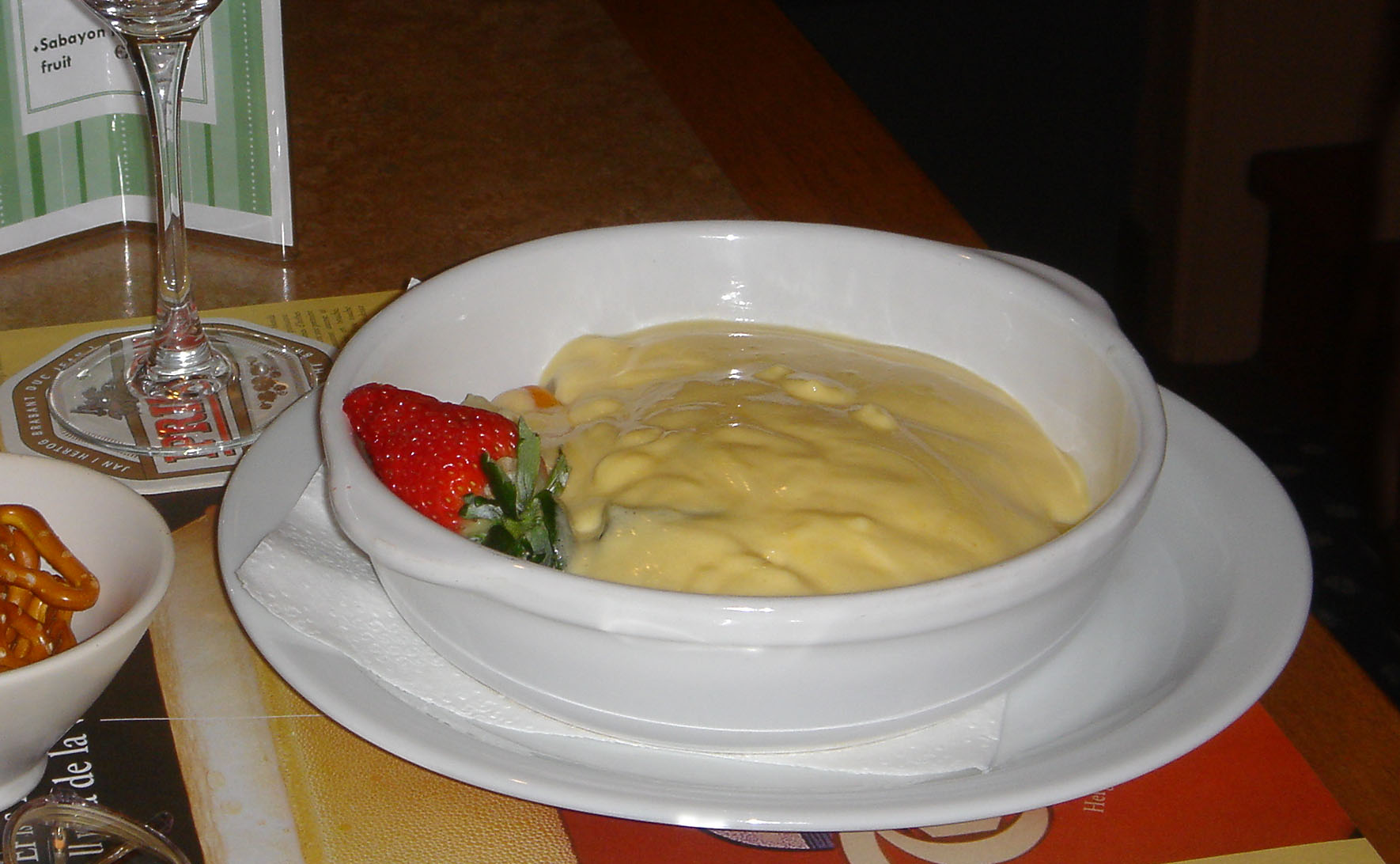
طبق من الزابليونية

سابايوني أو سابيون أو الزابليونية (بالإنجليزية: Zabaione) تكتب بعدة اشكال (sabayon ,zabajone, أو zabaglione) هي حلوى إيطالية تصنع من صفار البيض والسكر والنبيذ الحلو (عادة يستخدم نبيذ مارسالا لكن كان يستخدم اصلا نبيذ موسكاتو كوت أستي) وبعضهم يضعون البيضة كاملة (الصفار والبياض).
تقدم السابايوني تقليديا مع التين الطازج، منذ العام 1960 تقدم السابايوني في مطاعم الولايات المتحدة في المناطق التي يكون الإيطاليين متواجدين فيها بكثرة ويتم تقديم الزابليونية في العادة مع الفراولة والخوخ والتوت، الخ. مع كاس من الشامبانيا.
في فرنسا أطلق علها اسم سابيون (بالإنجليزية: sabayon) في حين أن اسمه الإيطالي الحقيقي سابايون أو الزابليونية (أو ساباجوني في الكتابة القديمة).
أيضا انها حلوى شعبية في الأرجنتين وأوروغواي. حيث أنها معروفة عندهم باسم سَمْبَاشُون (sambayón) وهو عبارة عن ايس كريم يباع في محلات الايس كريم في الأرجنتين. وفي كولومبيا يطلقون عليها اسم ساباخون (sabajón), وفي فنزويلا، تسمى (sambayón). وعندهم أيضا حلوى تشرب وأساس صناعتها هو البيض وتسمى بونتشي دي كريما (بالإسبانية: ponche de crema)

## تحضير
أصل سابايون غير مؤكد. ربما تكون قد نشأت في تورينو في القرن التاسع. سابايون الكلاسيكي يستخدم صفار البيض فقط، لكن بعضهم يستخدمون البيضة كاملة بصفارها وبياضها. وبعضهم يستبدل بياض البيض المخفوق بالكريما.
في بعض الأحيان لايضيفون النبيذ عندما يقدم للاطفال أو للذين لايشربونه. لكن يكون الطعم قد اختلف كثيرا، لذلك يمكن إضافة القليل من الاسبريسو لإعطاء نكهة.